# Kolomenske, Sovietskîi
Kolomenske (în ucraineană Коломенське) este un sat în comuna Ceapaiivka din raionul Sovietskîi, Republica Autonomă Crimeea, Ucraina.

## Demografie
Componența lingvistică a localității Kolomenske
     Rusă (75,74%)
     Tătară crimeeană (21,97%)
     Ucraineană (1,97%)
Conform recensământului din 2001, majoritatea populației localității Kolomenske era vorbitoare de rusă (75,74%), existând în minoritate și vorbitori de tătară crimeeană (21,97%) și ucraineană (1,97%).